# Ruprechtice (Liberec)
Ruprechtice – część miasta ustawowego Liberec. Znajduje się w północno-wschodniej części miasta. Zarejestrowanych jest tutaj 1 209 adresów i mieszka na stałe około 8 000 osób.